# Dream of life
Dream of Life é o quinto álbum da cantora e poetisa Patti Smith após quase uma década desde seu último lançamento. Agora separada da banda Patti Smith Group, banda que os músicos apenas acompanhavam a artista, o álbum foi lançado pela gravadora Arista Records em Junho de 1988, produzido por Fred ‘’Sonic’’ Smith e Jimmy Iovine. Foi seu único e último trabalho com seu marido Fred, falecido em 1994. O single principal é a canção ''People Have The Power'', uma das canções mais conhecidas da artista.

## História
Patti começou a carreira como poetisa, influenciada por escritores beats como Allen Ginsberg e William Burroughs, de quem ficaria amiga íntima até sua morte, e por outros escritores não menos notáveis como o poeta irlandês William Butler Yeats, García Lorca e Rimbaud. Em 1968, mudou-se para Nova York e conheceu então o escritor de teatro e de cinema Sam Shepard, com quem escreveu junto uma peça de teatro (Mad Dog Blues) e atuou em peças como Cowboy Mouth. Começava então a conhecer a vanguarda de Nova York, ficando amiga de Andy Warhol, Lou Reed e  publicou dois livros (Seventh Heaven, em 1971 e Witt, em 1973). No ano seguinte, quando começou a aparecer uma geração de artistas na cidade que daria o início ao punk, se aventurou a cantar. "Eu sempre quis cantar meus poemas, mas nunca tinha coragem. Foi só depois de ouvir Another Side, de Bob Dylan (disco de 1964), é que senti que poderia fazer o mesmo. Ele me libertou para a música”. Começava então a se apresentar em pequenos lugares da cidade até surgir o lendário clube CBGB, que projetou artistas como Television, Talking Heads, Blondie, Ramones, Richard Hell, Modern Lovers, entre outros, para o mundo.
Causou certo furor na comunidade cultural americana ao lançar o compacto "Piss Factory/Hey Joe". Imediatamente foi contratada pela gravadora Arista e montou a Patti Smith Group, debutando com o histórico Horses. Apesar de não ser ainda uma grande cantora, suas letras impressionavam pelo vigor. No início do disco, recita: "Jesus morreu pelo pecado dos outros, não pelos meus". Em seguida faz uma cover de "Gloria" de Van Morrison. Apesar de não ter feito grande sucesso comercial, Horses, foi aclamado como o melhor disco de estréia do ano.
Patti Smith foi então decolando na carreira até atingir as paradas do sucesso com a canção "Because The Night", em parceria com Bruce Springsteen, do álbum Easter, de 1978: "Foi a primeira vez que comecei a entender a que ponto eu tinha chegado na carreira. A gravadora fazia festas em várias cidades da América para promover meu disco, que estava vendendo bem graças ao sucesso de "Because". Eu comecei então a sentir toda a pressão da indústria em cima de mim e muitas vezes brigava com todos ao meu redor, porque eu não queria ser apenas considerada uma cantora de rock, uma espécie de bibelô da mídia. Eu não ligava quando as pessoas diziam que eu era feia, me vestia mal ou estas coisas, mas ficava enfurecida quando questionavam minha integridade como artista."
Foi em uma destas festas que conheceu Fred Smith, ex-músico do grupo de Detroit, MC5, e que foi homenageado no disco seguinte, Wave, com a canção "Frederick", de 1979. No mesmo ano, chocou os fãs ao dizer que estava abandonando o mundo da música, após um concerto na Itália, para mais de oitenta e cinco mil pessoas, para se dedicar ao seu marido, com quem teve dois filhos.
"Foi um período de reclusão para mim importante, mas ao mesmo tempo doloroso, porque mesmo não gostando da máquina da indústria, eu sentia falta do contato com o público. Mas foi necessário eu parar, já que eu sofria de crises crônicas de bronquite durantes as viagens e minha condição física ia se deteriorando. Ao mesmo tempo, eu queria experimentar como era ser uma dona de casa, mãe, educar meus filhos, enfim ter uma vida normal."

## Gravação
Nove anos após "Wave", Patti morou com o marido Fred Smith em St. Clair Shores, Michigan, nos arredores de Detroit, criando dois filhos, o filho Jackson e a filha Jesse. Durante esses anos, Patti e Fred começaram a fazer um álbum várias vezes, com uma tentativa séria em 1986 adiada quando Patti descobriu que estava grávida de Jesse. Após quase três anos de hiato fora lançado em 1988, "Dream of Life", co-produzido por Fred e Jimmy Iovine (que havia produzido "Easter"). Fred tocou todas as guitarras, com os antigos associados de Patti, Jay Dee Daugherty (bateria) e Richard Sohl (teclados) como suporte. Dave Thompson, autor de uma biografia da poetisa, registra a anedota de Patti de que Fred estimulou o que se tornaria a música que marca o álbum. Ela estava lavando pratos quando ele entrou na cozinha e disse: "As pessoas têm o poder. Escreva."
"People Have The Power" começa Patti sonhando com vales resplandecentes, depois prossegue com sua declaração: "E o povo tem o poder / Para resgatar o trabalho dos tolos / Dos mansos brotam as graças / Está decretado que o povo manda." Sohll, como de costume, é sua arma secreta, fornecendo um cenário majestoso para sua visão e para a maneira sucinta e afiada de tocar guitarra de Fred. Com o passar dos anos, a música se tornou um hino; Bruce Springsteen e amigos o reviveram em 2004 para a campanha "Vote for Change". "Where Duty Calls" é uma mudança sóbria de tom: "O motorista estava se aproximando / A zona americana / O aceno de mãos / O menor trem / Eles nunca sonharam / Eles nunca mais acordariam." Patti foi movida a escrever a música depois que duzentos e quarenta e um militares americanos, a maioria deles fuzileiros navais, foram mortos por um caminhão-bomba terrorista em Beirute em 1983. "Perdoe-os, Pai / Eles não sabem o que fazem", ela canta, ecoando as palavras de Jesus Cristo.
Além de "People Have The Power", o tema dos sonhos do título se reflete em várias outras canções. Na canção "Going Under", Patti pergunta: "O mar sonha (tenho certeza)." “Cada sonho da vida vou dividir com vocês”, canta ela na faixa-título, em uma declaração de vida que pode ser para os filhos, o marido, a musa ou todos eles. "The Jackson Song" é uma canção de ninar para seu filho Jackson: Pequeno sonhador azul, vá dormir / Vamos fechar os olhos e chamar as profundezas / A terra adormecida que acaba de começar / Quando o dia acabar e os pequenos sonhadores girarem. " "Paths That Cross" é em memória de Sam Wagstaff, o colecionador de arte, curador e mentor do melhor amigo de Patti, Robert Mapplethorpe, que faleceria um ano após o lançamento do álbum em decorrência da AIDS.

## Recepção
Dream of Life foi aclamado pela crítica especializada em seu lançamento. Segundo críticos e fãs, é considerado o melhor álbum de Patti Smith, apesar da popularidade de seu álbum Horses, ou da canção de maior sucesso, Because The Night. O disco pode ser considerado o mais "romântico" de sua carreira, já que possuía arranjos delicados e letras mais líricas. Fred queria que sua esposa voltasse ao mundo com a mesma energia do começo, mas mostrando o outro lado desconhecido de Patti, a de mãe madura e realizada pessoalmente.
| Críticas profissionais        | Críticas profissionais |
| Avaliações da crítica         | Avaliações da crítica  |
| Fonte                         | Avaliação              |
| ----------------------------- | ---------------------- |
| AllMusic                      | 3.5 de 5 estrelas.     |
| Chicago Sun-Times             | 3 de 4 estrelas.       |
| Chicago Tribune               | 2.4 de 4 estrelas.     |
| Los Angeles Times             | 4.5 de 5 estrelas.     |
| The Philadelphia Inquirer     | 3 de 4 estrelas.       |
| Rolling Stone                 | 4 de 5 estrelas.       |
| The Rolling Stone Album Guide | 3 de 5 estrelas.       |
| Spin                          | 3 de 5 estrelas.       |
| The Village Voice             | A-                     |

William Ruhlmann em sua crítica para AllMusic, denota calmaria no som de Smith comparado a Horses: ''Onde a Patti Smith de Horses inspirou uma geração de roqueiras, a Patti Smith de Dream of Life soa como se ela tivesse ouvido álbuns posteriores dos Pretenders e pegado dicas de Chrissie Hynde, uma de suas filhas espirituais. Dream of Life é o registro de alguém que está simplesmente mostrando a bandeira, tentando manter a mão firme, ao invés de anunciar seu retorno.''
Robert Palmer para a Rolling Stone elogia o vocal da cantora, a participação dos antigos integrantes da Patti Smith Group, a guitarra de Fred e a produção musical de Jimmy: ''Com o canto confiante de Patti Smith e as letras incandescentes, os riffs persuasivos de Fred Smith e a paleta sônica expressiva e o senso de definição e clareza de Jimmy Iovine indo para lá, Dream of Life realmente não poderia faltar. E as contribuições inspiradas de Jay Dee Daugherty e Richard Sohl, ex-membros do Patti Smith Group, não podem ser esquecidas. O pensamento e o cuidado que evidentemente foram necessários para a criação deste álbum deve ser uma lição para certos ícones do rock que têm produzido produtos monótonos dentro do prazo, ao invés de dedicar um tempo para criar uma música e uma visão digna de seus talentos. O que pode ser mais impressionante sobre Dream of Life é que não há nenhum produto aqui, apenas música.''
Na revista Spin, concebida de uma entrevista da cantora anos depois, uma crítica sobre o álbum, assim como toda sua discografia até então é lançada: ''Smith parece hesitante em seu primeiro álbum após uma ausência de nove anos. Mas ''The Jackson Song'' (em homenagem a seu filho e futuro companheiro de banda) e ''People Have The Power'' mostraram que a vontade de Smith de, respectivamente, amar e lutar não havia diminuído. Oito anos se passaram antes que ela fosse ouvida novamente.''
Robert Christgau para o The Village Voice dispõe opiniões divergentes ao contrário dos outros álbuns da cantora: ''No começo eu considerei isso o mais doloroso dos constrangimentos, uma traição fracassada. Ela não estava disposta a desperdiçar sua política duramente conquistada com esquisitos? Provando ser uma mãe em forma ao se tornar AOR, só que ela não ouvia nenhum AOR em cerca de cinco anos? Triste triste. Mas logo eu estava cantarolando, então eu estava prestando atenção, e agora penso nisso como o último álbum da Patti Smith. Se ela não parece tão desequilibrada como da última vez, provavelmente não está, mas como as matronas, ela ainda está por aí. Sua retórica profética é bíblica como sempre, com um sentimento pessoal pela língua materna que eu gostaria que mais jeremias de metal conhecessem para invejar. A música é um pouco antiquada e bastante simples, controlada mas não maquinada, e as guitarras cantam.''

## Capa
A capa pela terceira vez tirada para um álbum da cantora, foi fotografada pelo amigo Robert Mapplethorpe, já doente em decorrência da aids. Foi pedida exclusivamente por Fred a Patti. Fora o último trabalho entre Patti e Robert, que falecera em 1989, juntamente com uma foto polaroide com toda a família (Patti, Fred e seus dois filhos).

## Faixas
| N.º            | Título                    | Duração |  |
| 1.             | "People Have The Power"   | 5:07    |  |
| 2.             | "Going Under"             | 5:57    |  |
| 3.             | "Up There Down There"     | 4:47    |  |
| 4.             | "Paths That Cross"        | 4:18    |  |
| 5.             | "Dream Of Life"           | 4:38    |  |
| 6.             | "Where Duty Calls"        | 7:46    |  |
| 7.             | "Looking For You (I Was)" | 4:04    |  |
| 8.             | "The Jackson Song"        | 5:24    |  |
| Duração total: | Duração total:            | 42:01   |  |

## Ficha Técnica
- Patti Smith - vocais
- Fred "Sonic" Smith - guitarra, produção
- Jay Dee Daugherty - bateria, teclados, consultor
- Richard Sohl - teclados

Pessoal adicional
- Andi Ostrowe - vocais de apoio
- Bill-Dog Dooley - assistente de som
- Bob Glaub - baixo em "Going Under"
- Bob Ludwig - masterização
- Brian Sperber - engenharia
- Errol "Crusher" Bennett - percussão em "Looking for You (I Was)"
- Dave McNair - assistente de som
- Gary Rasmussen - baixo
- Hearn Gadbois - percussão
- Jay Healey - engenharia
- Jesse Levy - violino em "The Jackson Song"
- Jim Michewicz - engenharia
- Kasim Sulton - baixo
- Kevin Killen - engenharia
- Malcolm West - baixo em "The Jackson Song"
- Marc DeSisto - engenheiro assistente
- Margaret Ross - harpa em "The Jackson Song"
- Maude Gilman - design
- Richard Travali - engenheiro assistente
- Rob Jacobs - engenheiro assistente
- Robert DeLaGarza - engenheiro assistente
- Robert Mapplethorpe - fotografia
- Robin Nash - vocais de apoio em "Going Under"
- Roger Talkov - engenheiro assistente
- Sammy Figueroa - percussão
- Scott Litt - produtor associado, mixagem, produtor assistente
- Shelly Yakus - mixagem
- Thom Panunzio - engenharia
- Vic Anesini - masterização

## Posições
| Chart                          | Posição |
| ------------------------------ | ------- |
| Áustria                        | 26      |
| Holanda                        | 47      |
| Noruega                        | 9       |
| Suécia                         | 15      |
| Suíça                          | 9       |
| Reino Unido (UK Albums Chart)  | 70      |
| Estados Unidos (Billboard 200) | 65      |